# Silene spinescens
Silene spinescens är en nejlikväxtart som beskrevs av James Edward Smith. Silene spinescens ingår i släktet glimmar, och familjen nejlikväxter. Inga underarter finns listade i Catalogue of Life.